# Чаурешти (Арђеш)
Чаурешти (рум. Ceaurești) насеље је у Румунији у округу Арђеш у општини Појенариј де Арђеш. Oпштина се налази на надморској висини од 328 m.

## Становништво
Према подацима из 2002. године у насељу је живело 273 становника, од којих су сви румунске националности.